# نری مارکوره
نری مارکوره (انگلیسی: Neri Marcorè؛ زادهٔ ۳۱ ژوئیهٔ ۱۹۶۶) بازیگر، کمدین و خواننده اهل ایتالیا است.
از فیلم‌ها یا برنامه‌های تلویزیونی که وی در آن نقش داشته است، می‌توان به مومو، پاپ ژان پل یکم: لبخند پروردگار، افسون‌شده، توریست، استریکس و اوبلیکس: خدا حافظ خاک بریتانیا، ویولا و شب دوم عروسی اشاره کرد. مارکوره در سال ۲۰۰۳ برنده روبان نقره‌ای بهترین بازیگر مرد شده است.